# Bremersheide

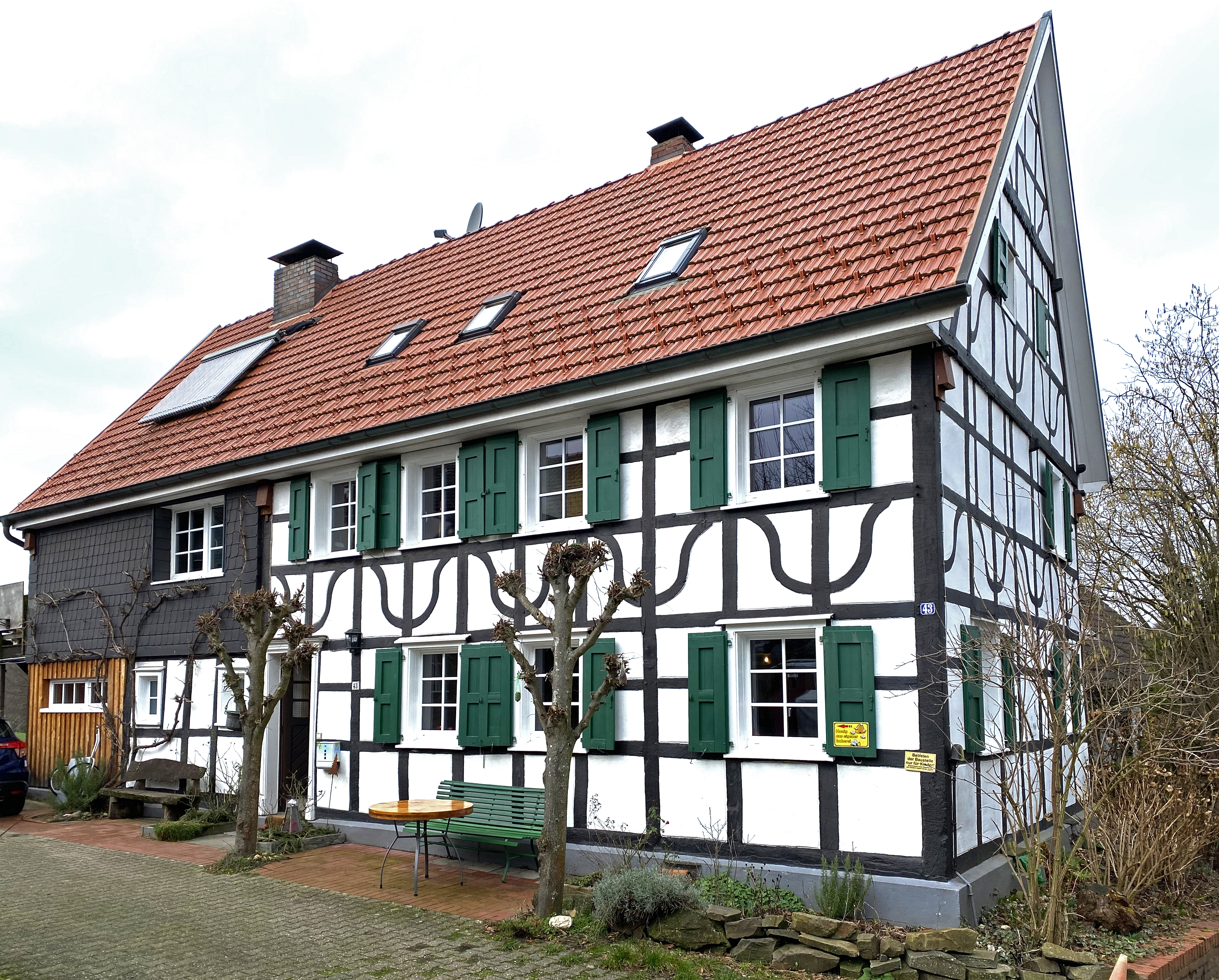
Baudenkmal Bremersheide 43

Bremersheide ist eine aus einem Hofschaft hervorgegangene Ortschaft in der Stadt Leichlingen (Rheinland) im Rheinisch-Bergischen Kreis.

## Lage und Beschreibung
Bremersheide liegt östlich des Leichlinger Zentrums auf einem Höhenrücken zwischen dem Murbach und dem Weltersbach nördlich der Landesstraße 294 nahe der Stadtgrenze zu Leverkusen und zu Burscheid. Nördlich grenzt der Ort an das Naturschutzgebiet Weltersbachtal. In Bremersheide zweigt die Kreisstraße K6 nach Sankt Heribert ab.
Weitere Nachbarorte sind Stöcken, Haswinkel, Neuwinkel, Planenhof, Rosenthal, Diepental, Koltershäuschen, Friedrichshöhe, Heeg, Weltersbach, Auf dem Katzensterz und Balkerberg auf Leichlinger, Höltgestal und Linde auf Leverkusener und Grünscheider Mühle auf Burscheider Stadtgebiet. Abgegangen ist Bremersheidermühle.

## Geschichte
Die Karte Topographia Ducatus Montani aus dem Jahre 1715 zeigt vier Höfe unter dem Namen Bremersheid. Im 18. Jahrhundert gehörte der Ort zum Kirchspiel Leichlingen im bergischen Amt Miselohe. Die Topographische Aufnahme der Rheinlande von 1824 und die Preußische Uraufnahme von 1844 verzeichnen den Ort beide als Bremersheide.
1815/16 lebten 64 Einwohner im Ort. 1832 gehörte Bremersheide der Bürgermeisterei Leichlingen an. Der laut der Statistik und Topographie des Regierungsbezirks Düsseldorf als Hofstadt kategorisierte Ort umfasste zu dieser Zeit zehn Wohnhäuser und sechs landwirtschaftliche Gebäude. Zu dieser Zeit lebten 51 Einwohner im Ort, davon 9 katholischen und 42 evangelischen Glaubens.
Im Gemeindelexikon für die Provinz Rheinland werden 1885 19 Wohnhäuser mit 84 Einwohnern angegeben. 1895 weist der Ort 17 Wohnhäuser mit 88 Einwohnern, 1905 15 Wohnhäuser und 76 Einwohner auf.